# Operación Brevity
La Operación Brevity fue una frustrada ofensiva británica llevada a cabo a mediados de mayo de 1941, durante la Campaña del Desierto Occidental de la Segunda Guerra Mundial, que planeaba ser un primer paso para levantar el Sitio de Tobruk. Concebida por el Comandante en Jefe del Ejército Británico en el Medio Oriente, el general Archibald Wavell, Brevity había sido diseñada para ser un golpe rápido contra las débiles fuerzas de la primera línea del Eje en el área de Sollum-Capuzzo-Bardia de la frontera entre Egipto y Libia. Aunque la operación tuvo un comienzo prometedor, induciendo al alto mando del Eje a un estado de confusión, la mayor parte de los avances iniciales se perdieron en los contraataques locales, y la operación fue cancelada al día siguiente cuando los refuerzos alemanes llegaron rápidamente al frente.
Egipto había sido invadida por fuerzas italianas con base en Libia en septiembre de 1940, pero en febrero del año siguiente una contraofensiva británica se hizo paso en Libia, destruyendo 10.º regimiento italiano en el proceso. Tras esto, la atención británica se centró en Grecia, que estaba bajo amenaza de invasión del Eje;  mientras que las divisiones aliadas estaban siendo evacuadas del norte de África, los italianos se estaban reforzando con el  Afrika Korps alemán, al mando del general Erwin Rommel. Rápidamente, iniciando la ofensiva contra su distraído oponente, en abril de 1941 Rommel había conseguido llevar a las fuerzas británicas y de la Commonwealth de Cyrenaica de vuelta al otro lado de la frontera egipcia. Aunque el frente de batalla ahora se encontraba en la zona fronteriza, la ciudad portuaria de Tobruk - a 100 mi (160,9 km; 160,9 km) de la frontera dentro de Libia - había resistido el avance del Eje, y su considerable guarnición de tropas australianas y británicas constituía una amenaza significativa para la larga cadena de suministro del general Rommel. Debido a esto, concentró la mayor parte de su fuerza en sitiar dicha ciudad, dejando pocas tropas para el frente de batalla.

Wavell definió como objetivos principales de la Operación Brevity la toma del territorio suficiente desde el cual lanzar una mayor ofensiva planeada hacia Tobruk, así como la reducción de las tropas italianas y alemanas que se encontraban en la región. Con un limitado número de unidades listas para combatir, debido a los recientes éxitos en batalla de Rommel, el 15 de mayo el brigadier William Gott realizó un ataque en tres columnas con una fuerza combinada de infantería y blindados. El estratégico paso de Halfaya fue tomado frente a oposición italiana así como Fort Capuzzo, más en el interior de Libia, pero los contraataques alemanes recuperaron la fortaleza durante la tarde, causando numerosas bajas entre sus defensores. Gott, preocupado de que sus fuerzas se encontraban en peligro de ser capturadas por los blindados alemanes en campo abierto, llevó a cabo una retirada por etapas hacia el paso de Halfaya el 16 de mayo, dándose por terminada así la Operación Brevity. Rommel se percató de la importancia del paso de Halfaya como una ruta segura para los suministros, y 11 días después fue capturado de nuevo por un contraataque alemán que sería denominado Operación Skorpion.

## Desarrollo de las operaciones
Bajo la constante presión del primer ministro británico, Winston Churchill, de levantar el cerco alemán de Tobruk, el general Archibald Wavell reorganizó el VIII Cuerpo de Ejército bajo el mando del teniente general Noel Beresford-Peirse. Este cuerpo estaba formado por la 7ª División blindada y la 4ª División india con 220 tanques. El objetivo era dominar Sollum y el Paso de Halfaya, incluyendo el Fuerte Capuzzo, y desde allí, dirigirse a Tobruk. A pesar de que Rommel tenía más tropas, los británicos confiaban en que su superioridad blindada y la conocida debilidad de las tropas italianas les daría la victoria.
El Paso de Halfaya estaba defendido por una compañía alemana de motocicletas y una compañía especial italiana llamada Bersaglieri con pocas armas antitanque. Las tropas italianas se defendieron de manera excepcional en la guerra, aunque finalmente tuvieron que retirarse.
La Operación Brevity produjo éxitos a corto plazo. Sin embargo, la falta de coordinación de las fuerzas terrestres y aéreas británicas permitió que el general alemán Erwin Rommel detuviera la ofensiva. Después de preparar un rápido contraataque, Rommel recuperó el terreno perdido y colocó minas terrestres en los pasos que los británicos habían usado en la operación. La colocación de nidos de armas antitanque de 88 mm permitió diezmar a dos divisiones aliadas que atacaron por los mismos puntos un mes después.

## Antecedentes
A principios de septiembre de 1940, fuerzas italianas con sede en Libia invadieron Egipto, y tres meses más tarde, tropas británicas y de la Commonwealth de la Western Desert Force comenzaron una contraofensiva, con nombre en código Operación Compass. En un periodo de dos meses, los Aliados avanzaron 500 mi (804,7 km), ocupando la provincia italiana de Cyrenaica y eliminando a la 10.ª Armada Italiana, pero la operación se detuvo en febrero de 1941 para dar prioridad a la Batalla de Grecia. Las tropas de la Western Desert Force, que habían sido renombradas como XIII Corps y reorganizadas bajo la Comandancia HQ Cyrenaica, adoptaron un papel defensivo. En los siguientes meses, la HQ Cyrenaica perdió a su comandante, el teniente general Sir Henry Maitland Wilson, así como a las divisiones de infantería 2ª neozelandesa y 6.ª australiana mientras se encontraban reasignadas en Grecia. La 7ª Division Acorazada Británica, en la que no quedaban prácticamente tanques operativos después de la Operación Compass, fue también retirada y enviada al Delta del Nilo para descansar y rearmarse. Para compensar las bajas, Wilson fue sustituido por el teniente general Philip Neame y la 2 ª División Acorazada Británica y  Novena División de Infantería Australiana fueron enviadas a Cirenaica, pero ambas formaciones eran inexpertas, estaban mal equipados y la 2ª Acorazada disponía de un bajo número de efectivos.

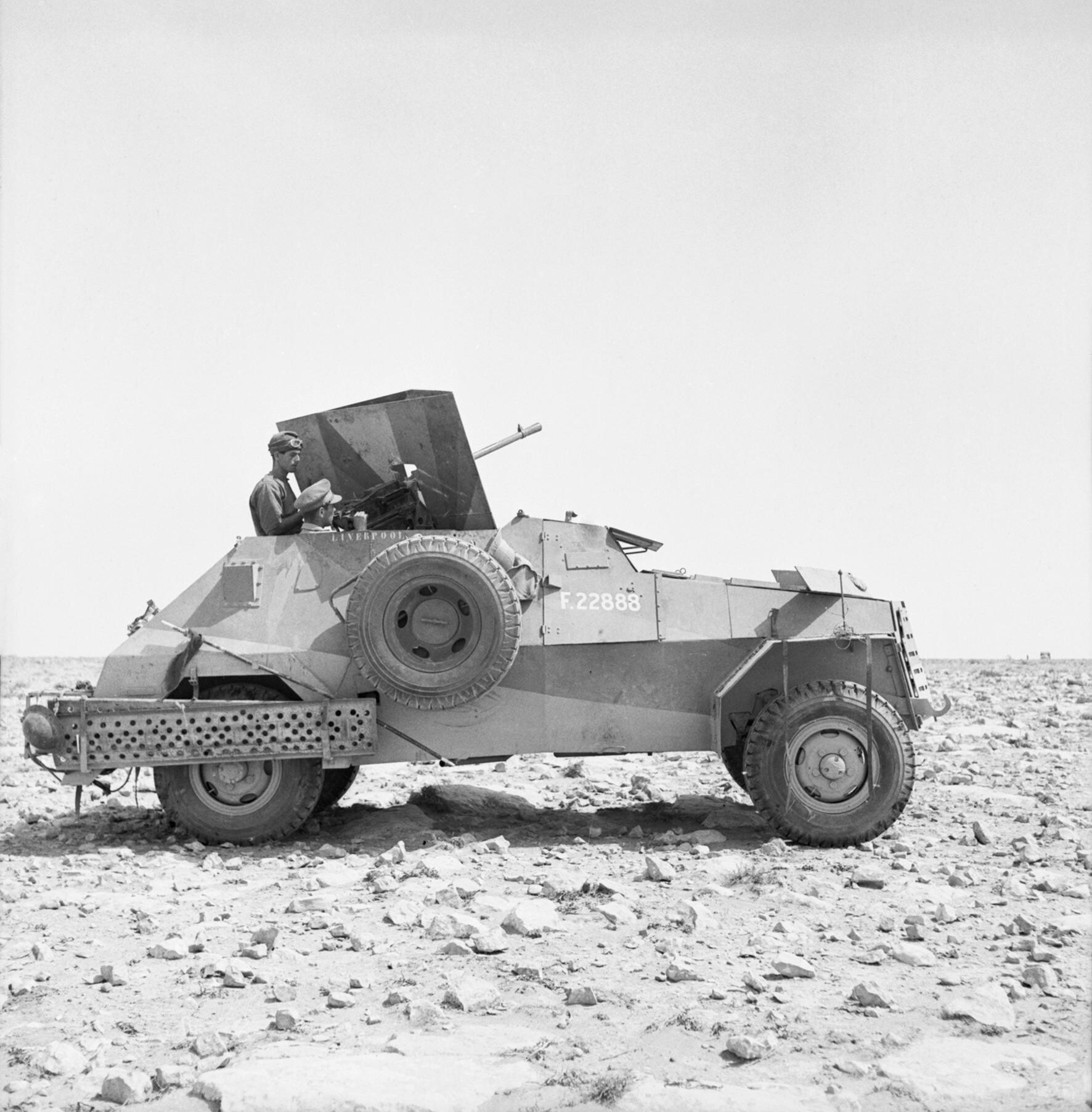
Automóvil blindado británico Marmon-Herrington Mk II de la 11.ª de Húsares.

Los italianos respondieron enviando a las divisiones Ariete y Trento al norte de África, y comenzando la Operación Sonnenblume en febrero de 1941 y continuándola hasta principios de marzo, cuando el Afrika Korps llegó a Trípoli para reforzar a sus aliados italianos. Dirigido por el general Erwin Rommel y formado por la 5th Light y la 15. Panzerdivision, el Afrika Korps tenía por misión bloquear los intentos de los Aliados de expulsar a los aliados de la región. Sin embargo, Rommel aprovechó la debilidad de sus oponentes y, sin esperar a que sus fuerzas estuvieran preparadas por completo, rápidamente pasó a la ofensiva. Entre marzo y abril, eliminó la 2ª División Blindada a las fuerzas británicas y de la Commonwealth a retirarse. Sumándose a las bajas de los Aliados, Neame y el Comandante general de las Tropas Británicas de Egipto, el Tenitente general Richard O'Connor, fueron capturados teniéndose que reorganizar la estructura de mando de las tropas británicas y de la Commonwealth. La HQ Cirenaica fue disuelta el 14 de abril, y sus funciones de mando las asumió la reactivada HQ Western Desert Force al mando del Teniente general Noel Beresford-Peirse. La 9.ª División de Infantería australiana cayó de nuevo en la fortaleza portuaria de Tobruk, y las fuerzas restantes británicas y de la Commonwealth se retiraron más allá de 100 mi (160,9 km) al este de Sollum en la frontera entre Libia y Egipto. Mientras que la mayor parte de la fuerza germano-italiana se centró en el asedio de Tobruk, un pequeño grupo de batalla (Kampfgruppe) dirigido por Maximilian von Herff continuó presionando hacia el este. Capturando Fort Capuzzo y Bardia en su paso, se dirigieron hacia Egipto y para finales de abril habían tomado Sollum y el tácticamente importante Paso de Halfaya. Romme aseguró estas posiciones reforzando el grupo de batalla y ordenándolo adoptar una postura defensiva.
La guarnición de Tobruk, aunque aislada por tierra, continuó recibiendo suministros y apoyo de la Royal Navy, y Rommel no pudo tomar el puerto. Este fracaso fue importante ya que sus posiciones del frente de batalla en Sollum se encontraban al final de una larga cadena de suministros que se remontaba a Trípoli y que fue amenazada por la guarnición de Tobruk, y el gran compromiso que hacía falta para invertir la situación en Tobruk le impidió reunir su fuerzas en Sollum, convirtiendo en imposibles mayores avances hacia Egipto. Gracias a mantener la posesión de Tobruk, los Aliados habían conseguido recuperar la iniciativa.

## Preludio
El general Archibald Wavell, comandante en jefe del Middle East Command británico, diseñó la Operación Brevity para ser un golpe rápido en el área de Sollum. Wavell pretendía conseguir con ello unas condiciones más favorables para poder lanzar la Operación Battleaxe, la principal ofensiva que había sido planeada para junio. Los objetivos principales de la Operación Brevity eran recuperar el Paso de Halfaya, echar al enemigo de las regiones de Sollum y Capuzzo y eliminar las tropas del general Erwin Rommel. Como objetivo secundario se había fijado avanzar hacia Tobruk, siempre y cuando los suministros lo permitieran y no se pusiera en peligro a las fuerzas que llevaban a cabo la operación.

EL General Archibald Wavell (derecha) en el Medio Oriente, 1941.

### Fuerza Aliada
La Operación Brevity se llevaría a cabo por la 22ª Brigada de la Guardia  y parte de la 7ª División Acorazada. La sección de acorazados consistía en 29 tanques de crucero de la 2nd Royal Tank Regiment (2RTR) y 24 infantry tank de la 4th Royal Tank Regiment (4RTR). La Royal Air Force (RAF) asignó a la operación todos los cazas disponibles y una pequeña fuerza de bombarderos.

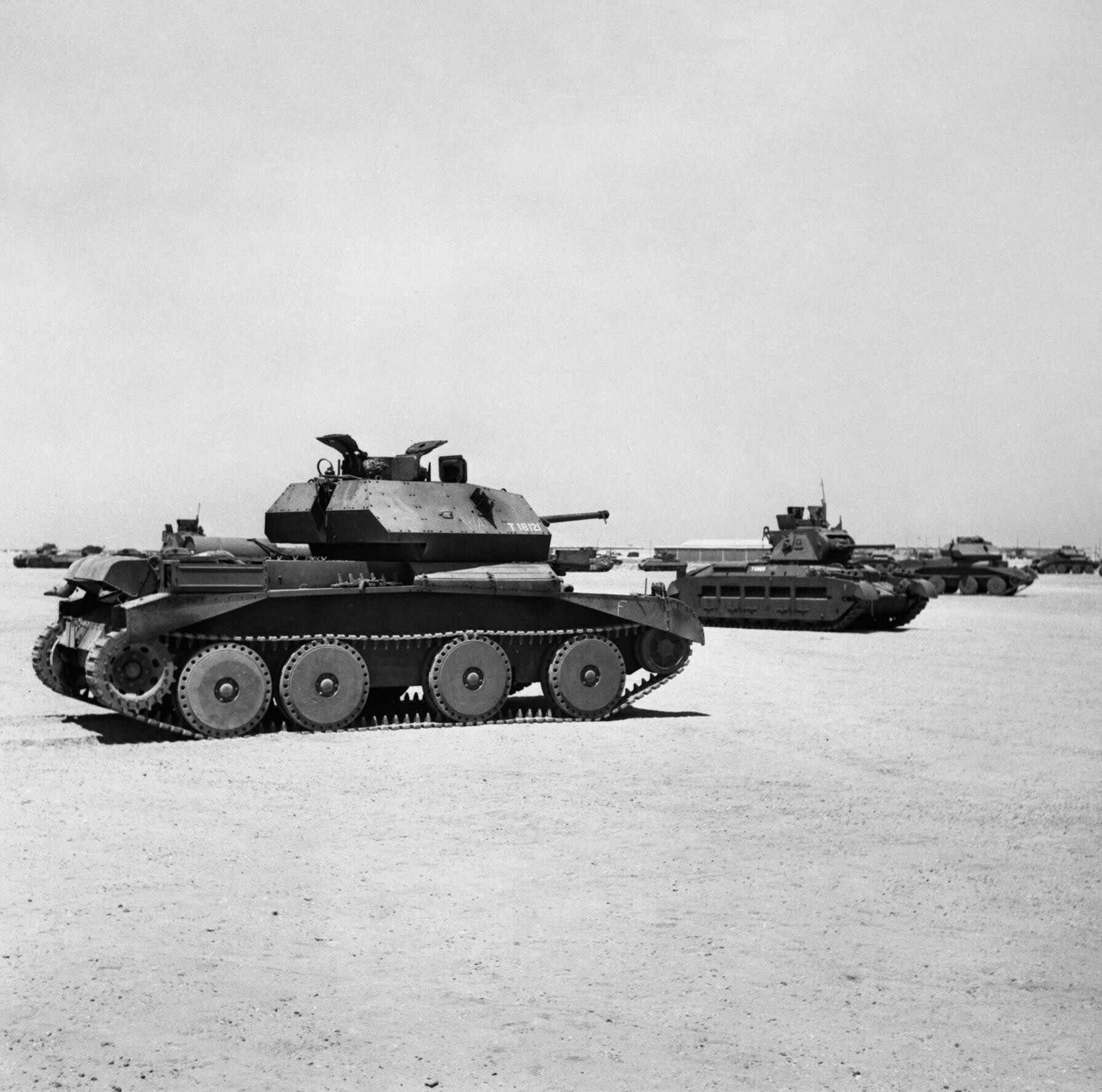
Cruiser Mk IV británico (en primer plano) y tanques de infantería Matilda Matilda II

El Brigadier William Gott, al mando de todas las fuerzas del frente aliado desde la derrota/retirada, iba a dirigir la operación en el campo, y su plan era avanzar en tres columnas paralelas. En el flanco del desierto hacia el sur, el séptimo grupo de brigada blindado se iba a trasladar 30 mi (48,3 km; 48,3 km) de Bir el Khireigat a Sidi Azeiz destruyendo cualquier oposición que encontrara en el camino. Este grupo incluía a tres pequeñas fuerzas móviles de la ("columna Jock") del  7º Grupo de Apoyo, los tanques de crucero de 2RTR, y los automóviles blindados de la 11 de Húsares, cuya misión era patrullar el desierto en el flanco izquierdo y supervisar la carretera de Sidi Azeiz-Bardia. En el centro, el grupo de la 22ª Brigada de Guardas debía despejar la parte superior del Paso de Halfaya, asegurar Bir Wair, Musaid y Fort Capuzzo, y conducir a un grupo de exploradores del tamaño de una compañía hacia Bardia. El grupo incluía a los batallones de infantería de la 1.ª de Infantería Ligera de Durham y 2.º Scots Guards, y los tanques de infantería de 4RTR. En el norte, el "grupo de la costa", fue avanzando por carretera costera, capturando el bajo Paso de Halfaya, los cuarteles de Sollum y la ciudad de Sollum. El grupo incluía elementos del 2 º Batallón La brigada de fusileros y el 8º Regimiento Real de Artillería.

### Fuerza del Eje
La principal oposición por parte del Eje fue la de Kampfgruppe von Herff, situado en la meseta del desierto. Estaba compuesto por 30 o 50 tanques y el 2º Batallón Panzer Regimiento 5, un batallón de infantería motorizada italiano de la División Trento y apoyo armado. El frente de batalla en torno al Paso de Halfaya fue defendido por dos compañías de Bersaglieri, compuestas por infantería motorizada italiana bien entreneada, y soporte de artillería.
El 9 de mayo, los alemanes interceptaron un informe meteorológico británico en radio. El diario de guerra del Afrika Korps indicó que "En los informes anteriores, estos siempre se había dado con anterioridad a las ofensivas enemigas importantes para capturar Sidi Barrani, Bardi, Tobruk, y el Gebel." La respuesta de Rommel fue el de fortalecer la parte oriental de su cordón alrededor de Tobruk, como medida de precaución contra incursiones de la guarnición y ordenar a Kampfgruppe von Herff a adoptar una postura más agresiva. El 13 de mayo, los aviones del Eje bombardearon las concentraciones de tanques británicos, y von Herff esperaba un ataque británico inminente. Sin embargo, el día siguiente la aviación fue incapaz de localizar a los británicos y se declaró que "las intenciones de atacar del enemigo eran desconocidas".